# Michael Ruse
Pour les articles homonymes, voir Ruse.
Michael Escott Ruse, né le 21 juin 1940 à Birmingham et mort le 1er novembre 2024 en Angleterre, est un philosophe des sciences canadien d'origine britannique, spécialiste de la théorie de l'évolution et des rapports entre sciences biologiques et religion.

## Biographie

### Carrière
Michael Ruse a terminé sa carrière comme professeur de philosophie à l'Université d'État de Floride.

## Travaux
Michael Ruse a animé le débat entre créationnisme et évolution darwinienne aux États-Unis. Il se considère à la fois comme athée et agnostique.

## Publications
- The Darwinian revolution (1979)  (ISBN 0-226-73164-2)
- Is science sexist? and other problems in the biomedical sciences (1981)  (ISBN 90-277-1250-6)
- Darwinism defended, a guide to the evolution controversies (1982)  (ISBN 0-201-06273-9)
- (en) Sociobiology, sense or nonsense?, Springer Netherlands, 1979, 1985, 260 p. (ISBN 90-277-1797-4, présentation en ligne)
- Taking Darwin seriously: a naturalistic approach to philosophy (1986)  (ISBN 0-631-13542-1)
- Homosexuality: a philosophical inquiry (1988)  (ISBN 0-631-17553-9)
- The Philosophy of biology today (1988)  (ISBN 0-88706-911-8)
- The Darwinian paradigm: essays on its history, philosophy and religious implications (1989)  (ISBN 0-415-08951-4)
- Evolutionary naturalism: selected essays (1995)  (ISBN 0-415-08997-2)
- Monad to man: the concept of progress in evolutionary biology (1996)  (ISBN 0-674-58220-9)
- But is it science? the philosophical question in the creation/evolution controversy (1996) (ed.)  (ISBN 0879754397)
- Mystery of mysteries: is evolution a social construction? (1999)  (ISBN 0-674-00543-0)
- Biology and the foundation of ethics (1999)  (ISBN 0-521-55923-5)
- Can a Darwinian be a Christian? the relationship between science and religion (2001)  (ISBN 0-521-63716-3)
- The evolution wars: a guide to the debates (2003)  (ISBN 1-57607-185-5)
- Darwin and Design: Does evolution have a purpose? (2003)  (ISBN 0-674-01631-9)
- The Evolution-Creation Struggle (2005)  (ISBN 0-674-01687-4)
- Darwinism and its Discontents (2006)  (ISBN 0-521-82947-X)
- Philosophy after Darwin (2009)  (ISBN 0-691-13553-3)
- Defining Darwin: Essays on the History and Philosophy of Evolutionary Biology (2009)  (ISBN 1-591-02725-X)
- Science and Spirituality: Making room for faith in the age of science (2010)  (ISBN 0-521-75594-8)
- The Philosophy of Human Evolution (2012)  (ISBN 0-521-11793-3)